# Tolmie Peak Fire Lookout
Le Tolmie Peak Fire Lookout est une tour de guet du comté de Pierce, dans l'État de Washington, dans le nord-ouest des États-Unis. Protégé au sein du parc national du mont Rainier, il est inscrit au Registre national des lieux historiques depuis le 13 mars 1991 et contribue par ailleurs au Mount Rainier National Historic Landmark District établi le 18 février 1997.